# Dolichopeza (Dolichopeza) distigma
Dolichopeza (Dolichopeza) distigma is een tweevleugelige uit de familie langpootmuggen (Tipulidae). De soort komt voor in het Afrotropisch gebied.